# خليفة بن سلمان بن محمد آل خليفة
خليفة بن سلمان بن محمد بن عيسى آل خليفة (10 أغسطس 1947 - 1993) سياسي ومؤلف بحريني.

## السيرة الذاتية
ولد في 10 أغسطس 1947. درس في مدرسة عمر بن الخطاب بالمحرق ثم مدرسة بارماناه الثانوية ثم حصل على البكالريوس من الجامعة الأمريكية في بيروت باللبنان ثم كلية وارتون في جامعة بنسلفانيا بالولايات المتحدة.
عين وزيرا للعمل والشؤون الاجتماعية.
قام بتأليف كتابي: تطوير صناعات النفط في البحرين وتنمية القوى العاملة في البحرين.

## الأوسمة
حصل على وسام الفاتح من سبتمبر الليبي.